# Jan-Göran Barth
Jan-Göran Barth (* 1978) ist der Chefkoch des deutschen Bundespräsidialamtes. Er ist dort seit 2000 beschäftigt. Die Essen zu offiziellen Anlässen finden im Schloss Bellevue statt.

## Leben
Barth machte eine Ausbildung als Koch im Berliner Hilton-Hotel bei Thea Nothnagel und gewann mehrere Preise, war Koch-Jugendmeister und 2000 Sieger mit der deutschen Köche-Jugendnationalmannschaft.  Während seiner Zeit bei der Bundeswehr wurde er Koch, dann Chefkoch einer Bundeswehr-Kantine in Potsdam. Im Anschluss bewarb er sich beim Bundespräsidialamt. Er kochte für die Bundespräsidenten Johannes Rau, Horst Köhler, Christian Wulff und Joachim Gauck und nunmehr Frank-Walter Steinmeier. Zu den Aufgaben von Barth gehört auf Auslandsreisen des deutschen Staatsoberhauptes auf möglicherweise gesundheitsgefährdende Speisen zu achten.  In Berlin achtet die Küche auf Vorgaben der Protokollabteilung. So wird indischen Gästen kein Rindfleisch und muslimischen Gästen kein Schweinefleisch serviert.

## Stil
Ähnlich wie im Élysée-Palast oder im Weißen Haus bewirtet das deutsche Staatsoberhaupt seine Gäste mit landestypischen Gerichten. Barth kauft daher deutsche Weine, Fleisch vom Biometzger, Kartoffel- und historische Tomatensorten sowie Raps- oder Traubenkernöl. Brot wird selbst gebacken, Reis und Nudeln werden nicht als Beilagen serviert. Statt Champagner wird handgerüttelter Sekt von der Mosel serviert, Portwein wird in der Pfalz und Whisky aus Bayern eingekauft. Statt Aceto balsamico wird Schwarzessig aus Mecklenburg-Vorpommern verwendet.